# Amurskij Zaliw
Amurskij Zaliw (ros. Амурский Залив) – stacja kolejowa na linii Kolei Transsyberyjskiej z Chabarowska przez Ussuryjsk do Władywostoku, znajdująca się w obszarze miejskim Artiomu. Jest położona na północnym brzegu Zatoki Amurskiej. Została otwarta w 1936 roku.
W pobliżu stacji znajduje się łącznik do linii kolejowej Ugolnaja – Mys Astafjewa, pozwalający pociągom od strony Ussuryjska wjechać na nią z pominięciem stacji Ugolnaja.
Na stacji zatrzymują się jedynie pociągi regionalne.